# 조인성 (배우)
조인성(1981년 7월 28일 ~ )은 대한민국의 배우이다.
영화 《클래식》(2003년), 《비열한 거리》(2006년), 《쌍화점》(2008년), 《더 킹》(2017년)과 드라마 《별을 쏘다》(2002년), 《발리에서 생긴 일》(2004년), 《봄날》(2005년), 《그 겨울, 바람이 분다》(2013년), 《괜찮아, 사랑이야》(2014년) 등에 주연으로 출연하였다.
신체: 187cm 73kg B형

## 생애
조인성은 서울특별시 강동구 명일동에서 2남 중 첫째로 태어났다. 그는 초등학교 시절부터 야구부로 활동했고, “교육열이 높은 어머니 때문에 운동이 끝나면 피아노 학원에 가는 등 바쁘게 지내 불만이 많았다”고 어린 시절에 대해 말했다. 조인성이 졸업한 고등학교 담당 교사는 한 언론과의 인터뷰에서 “교실에서 광채가 날 정도의 외모였던 조인성은 천호동에 떴다 하면 여학생들이 줄줄 따라다녔다”다고 언급했다. 그는 중고등학교 시절 등 오랜 기간 천호동에서 거주하며 데뷔 전부터 ‘천호동 조인성’으로 유명했지만 현재는 인근 방이동으로 터를 옮긴것으로 알려졌다. 조인성은 하나에 애정을 쏟으면 오래가는 편으로 “내 구역을 벗어나기가 쉽지 않다. 낯선 동네에 들어서면 바로 파악이 안 되는데 그게 힘들더라. 내가 아는 공간에서 자유롭게 있는 것을 좋아한다. 정서상 천호동을 못 벗어난 것”이라고 밝혔다.
조인성은 태권도 공인 4단으로 고등학교 들어가면서 태권도로 대학 입시를 준비해보려는 생각으로 시작해 고등학교 2학년 때까지 선수로 활약했다고 한다. 조인성은 고등학교 졸업 이후 전남과학대학교 모델이벤트과를 입학하고 동국대학교에 편입한 후 연극영화학과를 중퇴했다.

### 데뷔
조인성은 1998년 의류 브랜드 '지오지아'의 광고 모델로 연예계에 데뷔하였다. 2000년 연기 데뷔작인 KBS2 청소년 드라마 《학교 3》에서 불우한 가정에서 태어났지만 잘생긴 외모로 인기가 높은 김석주 역할을 연기하며 냉정하고 반항적인 이미지로 인기를 끌기 시작해 MBC 청춘 시트콤 《뉴 논스톱》으로 청춘스타 대열에 합류했다.
조인성은 2001년 SBS 드라마 《피아노》에서 조재현, 고수, 김하늘과 공연하였고, 극중 한억관(조재현)의 아들 이경호 역할로 출연해 반항적 연기를 선보였다. 그는 2002년 SBS 드라마 《별을 쏘다》에서 전도연의 상대역으로 캐스팅 되어 난독증을 딛고 꿈과 사랑을 이루는 성태 역할을 맡아 드라마 첫 주연을 맡았다. 같은 해 그는 영화 《화장실 어디에요?》로 스크린 데뷔를 했다. 2003년, 조인성은 곽재용 감독의 로맨스 영화 《클래식》에서 손예진, 조승우와 공연했다. 같은 해, 영화 《마들렌》, 《남남북녀》에 연달아 출연했지만 흥행에 실패했다.

### 2004-2008:발리에서 생긴 일,비열한 거리연이은 성공과 톱스타로 자리매김
2004년 SBS 드라마 《발리에서 생긴 일》에서 하지원, 소지섭과 공연했다. 이 드라마는 최고 시청률 39.7%을 기록하며 파격적이고 비극적인 결말로 많은 화제 속에 방영되었다. 조인성은 방황하는 순수한 재벌 2세 정재민 역할을 맡아 극중 패션부터 말투까지 일명 ‘조인성 신드롬’을 일으켰고, 그는 백상예술대상 TV부문 최우수연기상과 SBS 연기대상 최우수상을 수상하며 연기자로서 인정 받았다.
2005년, 그는 고현정의 컴백 작품으로 주목을 받은 SBS 드라마 《봄날》에 출연했다. 이 드라마는 일본에서 인기리에 방영된 ‘별의 금화’가 원작으로, 부모로부터 버려진 채 섬의 보건소장에 의해 양딸로 자라는 시골소녀 서정은(고현정)이 자신과의 추억을 기억하지 못하는 남자 고은호(지진희)와 그를 증오하는 이복동생 고은섭(조인성) 사이에서 사랑과 갈등을 하게 되는 내용으로 조인성은 반항적인 성격과 카리스마를 드러내면서도 연민을 자아내는 캐릭터 성격을 잘 드러내며 고현정과 빼어난 연기조화를 선보였다.
조인성은 2006년, 유하 감독의 《비열한 거리》와 2008년 영화 《쌍화점》에 출연했다. 《비열한 거리》로 그는 대한민국영화대상 남우주연상을 수상하며 청춘스타였던 조인성을 선굵은 배우로 자리매김하게 해 준 작품이다. 2008년, 그는 MBC 예능 《무한도전》의 베이징올림픽 선전기원 특집에 레슬링 편에 출연하였다.

### 2009-2014: 군복무 및 성공적인 복귀
조인성은 2009년 4월 6일 공군에 입대하였고, 공군 부사관 출신인 아버지의 영향을 받아 지원한 것으로 알려졌다. 그는 병무청의 병무홍보대사로도 활동하였으며 병사로서는 최초로 공군 참모총장 표창장을 수여 받았다. 그는 2011년 5월 4일, 25개월간의 군복무를 마치고 전역하였다. 싸이더스HQ와의 계약이 만료 된 조인성은 2012년 3월 아이오케이컴퍼니로 이적했다.
2013년, 조인성은 SBS 드라마 《그 겨울, 바람이 분다》로 연기 복귀했다. 송혜교와 공연한 이 드라마는 일본의 드라마 《사랑따윈 필요없어, 여름》을 노희경 작가가 각색한 작품으로 가슴 아픈 과거를 가진 사기꾼 갬블러 오수 역할을 맡아 78억이라는 돈을 얻기 위해 접근한 시각장애인 재벌 상속녀 오영(송혜교)를 진심으로 사랑하게 되는 한 남자의 모습을 공감가게 표현했다. 조인성은 당초 전역 복귀작으로 영화 《권법》을 일찌감치 출연을 확정지었지만, 여러 사정으로 제작 무산이 반복되면서, 결국 프로젝트가 전면 중단됐다.
 2014년, 조인성은 SBS 드라마 《괜찮아, 사랑이야》로 노희경 작가와 다시 한번 작업하였고, 공효진과 공연하였다. 그는 에이판 스타 어워즈 대상을 수상했다.

### 2015-현재
2015년 10월, 조인성은 한재림 감독의 영화 《더 킹》에 캐스팅 된것이 발표 되었다. 2015년 11월, 그는 KBS2 예능 《해피선데이 - 1박 2일 시즌 3》의 친구야, 우리 같이 여행 가자. 편에 출연했다. 2016년 5월부터 7월까지 방영된 노희경 작가의 tvN 드라마 《디어 마이 프렌즈》에서 조인성은 교통사고로 다리가 마비된 박완(고현정)의 남자친구 서연하 역할로 특별출연해 시청자에게 호평을 받았다. 《더 킹》은 2017년 1월에 개봉되었고, 이 영화에서 그는 권력의 맛을 깨닫고 성공을 꿈꾸는 검사 박태수 역할을 연기했다.

## 학력
- 서울고명국민학교 졸업
- 천호중학교 졸업
- 배재고등학교 졸업
- 전남과학대학교 모델이벤트과 전문학사
- 동국대학교 예술대학 연극영상학부 연극영화학 중퇴

## 기타
조인성은 오랜기간 KBO 리그 한화 이글스의 골수팬으로 알려졌다.
그리고 또 다른 취미생활로 포트리스M 게임을 즐기고 있으며 상당한 고수로 알려져 있다.